# Osváth Jenő
Osváth Jenő (Székelyvaja, 1932. november 14. – Marosvásárhely, 2018. június 9.) magyar atomkutató mérnök. Osváth Annamária (született Nagy Annamária) férje.

## Életútja
Marosvásárhelyen végzett fémipari szakközépiskolát (1953), majd a bukaresti Politechnikai Intézetben szerzett mérnöki diplomát (1966). Az Electromontaj vállalatnál dolgozott (1953–57), majd az Atomfizikai Kutató Intézet munkatársa (1957–96). Szakterülete a részecskegyorsítók építésének technológiája, fizikája és alkalmazása. Tudományos közleményei hazai és külföldi szakfolyóiratokban, országos és nemzetközi tudományos rendezvények gyűjteményes köteteiben jelentek meg román és világnyelveken.
Témái: magas teljesítményű IH részecskegyorsítók továbbfejlesztése; TIT-IHQ magas frekvenciájú lineáris részecskegyorsító tesztelése a nehézion-gyorsítás terén; IH lineáris részecskegyorsító alkalmazása deutérium- és tritiumizotóp előállítására; IHQ részecskegyorsító tesztelése magasenergiájú ionbeültetés közben; nehézion-gyorsítók tanulmányozása a rákgyógyításban való alkalmazásuk céljából.